# Liste der Kulturdenkmale in Hohenwestedt
In der Liste der Kulturdenkmale in Hohenwestedt sind alle Kulturdenkmale der schleswig-holsteinischen Gemeinde Hohenwestedt (Kreis Rendsburg-Eckernförde) aufgelistet (Stand: 26. Mai 2025).
Die Bodendenkmale sind in der Liste der Bodendenkmale in Hohenwestedt aufgeführt.

## Legende
In den Spalten befinden sich folgende Informationen:
- Objekt-ID: die Nummer des Kulturdenkmales
- Lage: die Adresse des Kulturdenkmales und die geographischen Koordinaten. Kartenansicht, um Koordinaten zu setzen. In der Kartenansicht sind Kulturdenkmale ohne Koordinaten mit einem roten Marker dargestellt und können in der Karte gesetzt werden. Kulturdenkmale ohne Bild sind mit einem blauen Marker gekennzeichnet, Kulturdenkmale mit Bild mit einem grünen Marker.
- Offizielle Bezeichnung: Bezeichnung des Kulturdenkmales
- Beschreibung: die Beschreibung des Kulturdenkmales
- Bild: ein Bild des Kulturdenkmales

## Sachgesamtheiten
| Objekt-ID      | Lage                                     | Offizielle Bezeichnung       | Beschreibung | Bild                             |
| -------------- | ---------------------------------------- | ---------------------------- | --- | -------------------------------- |
| 40882 Wikidata | Lindenstraße (54° 5′ 24″ N, 9° 39′ 9″ O) | Kirche St. Petrus und Paulus | Aktualisierung vorgesehen - Begründung: geschichtlich, künstlerisch, städtebaulich, Kulturlandschaft prägend - Schutzumfang: Kirche St. Petrus und Paulus mit Ausstattung, Kirchhof, Grabmale bis 1870, Grabstein Möller/Jargstorff, Baumkranz | weitere Fotos \| Fotos hochladen |

## Bauliche Anlagen
| Objekt-ID      | Lage                                           | Offizielle Bezeichnung                       | Beschreibung | Bild                             |
| -------------- | ---------------------------------------------- | -------------------------------------------- | --- | -------------------------------- |
| 10943          | Bahnhofstraße (54° 5′ 19″ N, 9° 39′ 9″ O)      | Alte Friedhofskapelle                        | Friedhofskapelle; geweiht 1885; eingeschossiger Zentralbau über quadratischem Grundriss in Backsteinbauweise unter schiefergedecktem Pyramidenstumpfdach, je Fassade ein Mittelrisalit unter Satteldach - Begründung: geschichtlich, künstlerisch, städtebaulich - Schutzumfang: Alte Friedhofskapelle, - Denkmaltyp: Bauliche Anlage | BW                               |
| 42694 Wikidata | Bahnhofstraße 10 (54° 5′ 20″ N, 9° 39′ 11″ O)  | Pastorat                                     | Das um 1900 errichtete Pastorat stellt sich als ein villenartiger, schiefergedeckter ein- bis zweigeschossiger Ziegelbau über unregelmäßigem Grundriss, mit mehreren Risaliten, plastisch vorkragenden Zierfriesen und farblich abgesetzter Klinkergliederung dar. Die Haupterschließung erfolgt seitlich über eine Eingangsvorhalle. Ebenso erhalten ist ein bauzeitlicher Wintergarten in Holzbauweise. Die resultierenden besonderen geschichtlichen und städtebaulichen Denkmalwerte begründen ein öffentliches Interesse an der Erforschung und am Erhalt des Objektes - Schutzumfang: Pastorat - Begründung: Geschichtlich, Städtebaulich | BW                               |
| 3102 Wikidata  | Friedrichstraße 11 (54° 5′ 30″ N, 9° 39′ 3″ O) | Heimatmuseum Burmesterhaus                   | Alteintragung (Aktualisierung vorgesehen) - Begründung: geschichtlich, städtebaulich - Schutzumfang: gesamtes Äußeres - Denkmaltyp: Bauliche Anlage | Fotos hochladen                  |
| 29723          | Lindenstraße 37 (54° 5′ 22″ N, 9° 39′ 19″ O)   | Wohnhaus                                     | ehem. Klostervogtei; 1846; eingeschossiger klassizistischer Backsteinbau mit verputzter Front und Schopfwalmdach, breites übergiebeltes Zwerchhaus mit Palladio-Motiv über dem Eingang - Begründung: geschichtlich, städtebaulich - Schutzumfang: gesamtes Objekt - Denkmaltyp: Bauliche Anlage | BW                               |
| 4077 Wikidata  | Lindenstraße (54° 5′ 24″ N, 9° 39′ 9″ O)       | Kirche St. Petrus und Paulus mit Ausstattung | Alteintragung (Aktualisierung vorgesehen) - Begründung: geschichtlich, künstlerisch, städtebaulich - Schutzumfang: gesamtes Objekt - Denkmaltyp: Bauliche Anlage, Sachgesamtheit: Kirche St. Petrus und Paulus | weitere Fotos \| Fotos hochladen |
| 42599          | Neu-Böternhöfen 6 (54° 5′ 0″ N, 9° 40′ 10″ O)  | Wohnhaus                                     | Wohnhaus; um 1904; villenartiger zweigeschossiger Fachwerkbau unter hartgedecktem Walmdach, Seitenrisalite unter Schopfwalmdach, repräsentatives Zierfachwerk - Begründung: geschichtlich, Kulturlandschaft prägend - Schutzumfang: Wohnhaus, - Denkmaltyp: Bauliche Anlage | BW                               |

## Gründenkmale
| Objekt-ID      | Lage                                                        | Offizielle Bezeichnung    | Beschreibung | Bild            |
| -------------- | ----------------------------------------------------------- | ------------------------- | --- | --------------- |
| 18660 Wikidata | Kieler Straße, Tannenbergallee (54° 5′ 29″ N, 9° 39′ 51″ O) | Ehrenmal Erster Weltkrieg | Alteintragung (Aktualisierung vorgesehen) - Begründung: geschichtlich, künstlerisch, Kulturlandschaft prägend - Schutzumfang: Ehrenmal für die Gefallenen des Ersten Weltkrieges, Rundmauer, Lindenkranz (18 Linden), Ehrenmal für die Gefallenen des Zweiten Weltkrieges, Grünanlage - Denkmaltyp: Gründenkmal | Fotos hochladen |
| 20689 Wikidata | Lindenstraße (54° 5′ 25″ N, 9° 39′ 10″ O)                   | Kirchhof                  | Alteintragung (Aktualisierung vorgesehen) - Begründung: geschichtlich, Kulturlandschaft prägend - Schutzumfang: Kirchhof, Grabmale bis 1870, Grabstein Möller/Jargstorff, Baumkranz - Denkmaltyp: Gründenkmal, Sachgesamtheit: Kirche St. Petrus und Paulus                                                     | Fotos hochladen |

## Quelle
- Liste der Kulturdenkmale in Schleswig-Holstein – Kreis Rendsburg-Eckernförde

- Karte mit allen Koordinaten:
- OSM |
- WikiMap